# Mustjõgi (Gauja)
Der Mustjõgi („Schwarzfluss“) ist ein 84 km langer Fluss im Süden Estlands. Sein Einzugsgebiet umfasst 1820 km². Der Mustjõgi ist der größte estnische Nebenfluss der Gauja (deutsch Livländische Aa, estnisch Koiva). Er ist für seinen Fischreichtum mit 24 Arten bekannt.
Der Mustjõgi entspringt bei den Seen Suur Saarjärv und Küünimetsa järv im Höhenzug von Karula, etwa 10 km südlich von Antsla. Er mündet 2 km südwestlich des Dorfes Tsirgumäe an der lettisch-estnischen Grenze in die Gauja, etwa 250 km von deren Mündung in den Rigaischen Meerbusen entfernt.
Nebenflüsse des Mustjõgi sind rechterseits die Ahelo und linkerseits die Vaidava.